# 虹/シンプル
『虹/シンプル』（にじ/シンプル）は、日本の男性シンガーソングライター・高橋優のメジャー17枚目（通算18枚目）のシングル。2017年7月26日にワーナーミュージック・ジャパンから発売された。

## 概要
前作「ロードムービー」から約3か月でリリースされた、2017年第2弾シングル。
表題曲ともにA面（両A面）のシングル。「虹」は、2017ABC夏の高校野球応援ソング /『熱闘甲子園』オープニングテーマ、「シンプル」は、花王 ビオレ「スキンケア洗顔料」「うるおいジェリー」CMタイアップソングである。また、カップリング曲の「白米の味」は「JA全農あきたあきたこまち」CMタイアップソングとなっている。
「虹」は、楽曲を書くにあたり、高橋優が実際に試合を観戦する旅に出た。

## 収録曲
| 全作詞・作曲: 高橋優。 |                                                                               |        |            |      |
| #                      | タイトル                                                                      | 作詞   | 作曲・編曲 | 時間 |
| 1.                     | 「虹」(2017ABC夏の高校野球応援ソング /テレビ朝日系「熱闘甲子園」テーマソング) | 高橋優 | 高橋優     | 5:54 |
| 2.                     | 「シンプル」(花王 ビオレ「スキンケア洗顔料」「うるおいジェリー」CMソング)     | 高橋優 | 高橋優     | 5:16 |
| 3.                     | 「白米の味」(JA全農あきた「あきたこまち」CMソング)                            | 高橋優 | 高橋優     | 4:39 |
| 4.                     | 「Fitting」(メガネツインズ（高橋優&亀田誠治）)                                | 高橋優 | 高橋優     | 6:05 |

| #   | タイトル | 作詞 | 作曲・編曲 |
| --- | --- | ---- | ---------- |
| 1.  | 「TOKYO DREAM」(全国ホール＆アリーナツアー 2016-2017「来し方行く末」 横浜アリーナ 2017.4.1)                   |      |            |
| 2.  | 「(Where's)THE SILENT MAJORITY?」(全国ホール＆アリーナツアー 2016-2017「来し方行く末」 横浜アリーナ 2017.4.1) |      |            |
| 3.  | 「太陽と花」(全国ホール＆アリーナツアー 2016-2017「来し方行く末」 横浜アリーナ 2017.4.1)                      |      |            |
| 4.  | 「アイアンハート」(全国ホール＆アリーナツアー 2016-2017「来し方行く末」 横浜アリーナ 2017.4.1)                |      |            |
| 5.  | 「拒む君の手を握る」(全国ホール＆アリーナツアー 2016-2017「来し方行く末」 横浜アリーナ 2017.4.1)              |      |            |
| 6.  | 「Cockroach」(全国ホール＆アリーナツアー 2016-2017「来し方行く末」 横浜アリーナ 2017.4.1)                     |      |            |
| 7.  | 「象」(全国ホール＆アリーナツアー 2016-2017「来し方行く末」 横浜アリーナ 2017.4.1)                            |      |            |
| 8.  | 「君の背景」(全国ホール＆アリーナツアー 2016-2017「来し方行く末」 横浜アリーナ 2017.4.1)                      |      |            |
| 9.  | 「花のように」(全国ホール＆アリーナツアー 2016-2017「来し方行く末」 横浜アリーナ 2017.4.1)                    |      |            |
| 10. | 「運命の人」(全国ホール＆アリーナツアー 2016-2017「来し方行く末」 横浜アリーナ 2017.4.1)                      |      |            |
| 11. | 「さくらのうた」(全国ホール＆アリーナツアー 2016-2017「来し方行く末」 横浜アリーナ 2017.4.1)                  |      |            |
| 12. | 「8月6日」(全国ホール＆アリーナツアー 2016-2017「来し方行く末」 横浜アリーナ 2017.4.1)                        |      |            |
| 13. | 「素晴らしき日常」(全国ホール＆アリーナツアー 2016-2017「来し方行く末」 横浜アリーナ 2017.4.1)                |      |            |
| 14. | 「光の破片」(全国ホール＆アリーナツアー 2016-2017「来し方行く末」 横浜アリーナ 2017.4.1)                      |      |            |
| 15. | 「産まれた理由」(全国ホール＆アリーナツアー 2016-2017「来し方行く末」 横浜アリーナ 2017.4.1)                  |      |            |
| 16. | 「BE RIGHT」(全国ホール＆アリーナツアー 2016-2017「来し方行く末」 横浜アリーナ 2017.4.1)                      |      |            |
| 17. | 「パイオニア」(全国ホール＆アリーナツアー 2016-2017「来し方行く末」 横浜アリーナ 2017.4.1)                    |      |            |
| 18. | 「Mr.Complex Man」(全国ホール＆アリーナツアー 2016-2017「来し方行く末」 横浜アリーナ 2017.4.1)                |      |            |
| 19. | 「明日はきっといい日になる」(全国ホール＆アリーナツアー 2016-2017「来し方行く末」 横浜アリーナ 2017.4.1)      |      |            |
| 20. | 「泣ぐ子はいねが」(全国ホール＆アリーナツアー 2016-2017「来し方行く末」 横浜アリーナ 2017.4.1)                |      |            |
| 21. | 「BEAUTIFUL」(全国ホール＆アリーナツアー 2016-2017「来し方行く末」 横浜アリーナ 2017.4.1)                     |      |            |
| 22. | 「ロードムービー」(全国ホール＆アリーナツアー 2016-2017「来し方行く末」 横浜アリーナ 2017.4.1)                |      |            |
| 23. | 「福笑い」(全国ホール＆アリーナツアー 2016-2017「来し方行く末」 横浜アリーナ 2017.4.1)                        |      |            |
| 24. | 「リーマンズロック」(全国ホール＆アリーナツアー 2016-2017「来し方行く末」 横浜アリーナ 2017.4.1)              |      |            |

## 楽曲の収録アルバム
- STARTING OVER (#1,#2)